# Hermetia illucens
Hermetia illucens (czarna mucha, czarny żołnierz) – szeroko rozprzestrzeniony gatunek muchówki z rodziny lwinkowatych (Stratiomyidae), opisany naukowo w 1758 roku przez Karola Linneusza pod nazwą Musca illucens. Owad hodowany jest przez wiele firm na skalę przemysłową jako alternatywne źródło białka i tłuszczu do celów paszowych i jako surowiec dla przemysłu chemicznego, wykorzystywany także w procesie remediacji biomasy. Gatunek typowy rodzaju Hermetia.

## Zasięg występowania
Naturalny zasięg występowania H. illucens obejmował najprawdopodobniej tropikalną i subtropikalną strefę krainy neotropikalnej, a być może obu Ameryk. W wyniku ludzkich działań gatunek ten stał się szeroko rozprzestrzeniony na świecie, niemal kosmopolityczny – występuje we wszystkich krainach zoogeograficznych, włącznie z ich chłodniejszymi strefami: nearktycznej, palearktycznej, orientalnej, australijskiej i etiopskiej. Występuje głównie pomiędzy 46°N a 42°S. 

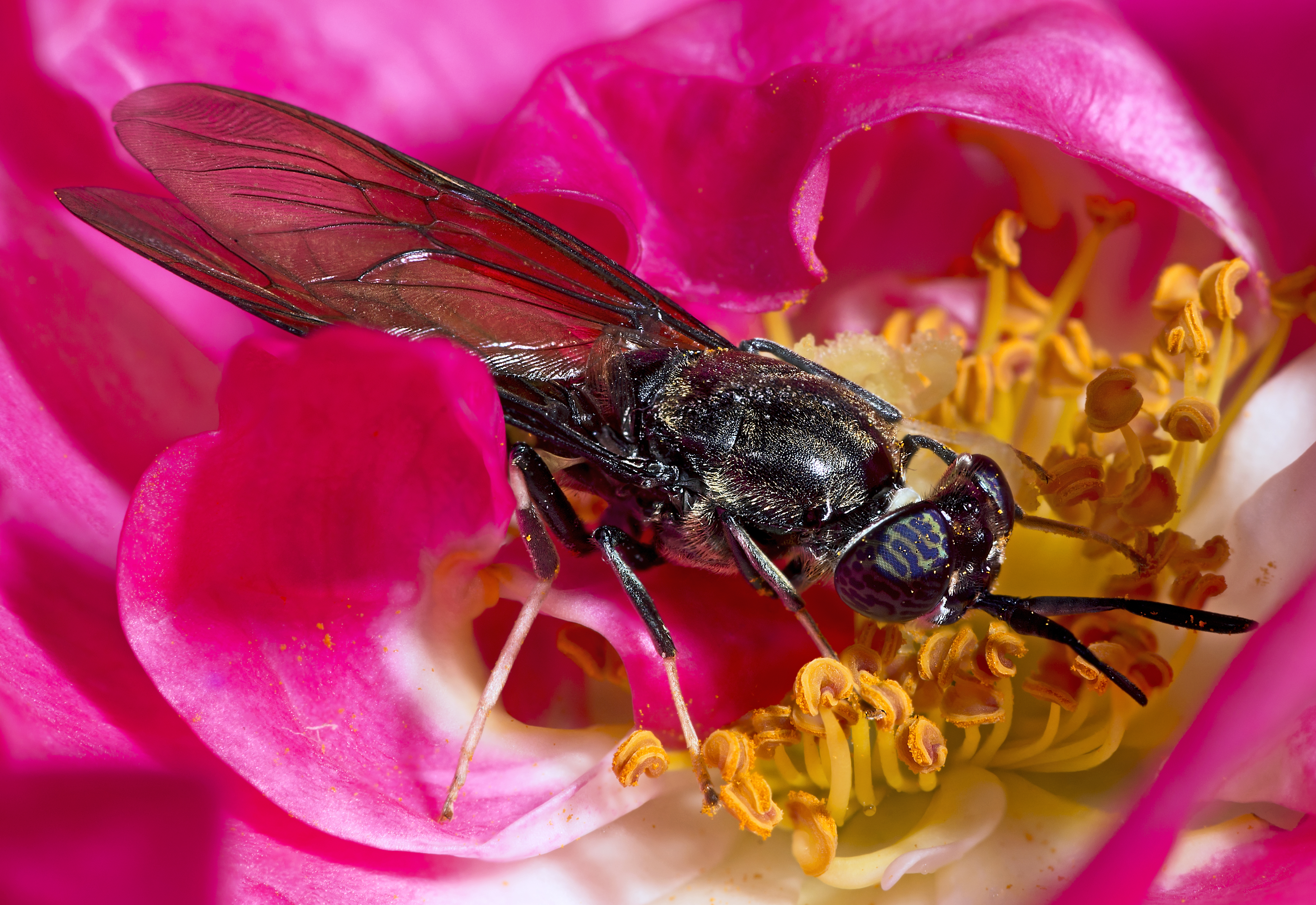
Hermetia illucens na kwiecie róży

W Europie obserwowany od 1926. Jest powszechny w południowej części kontynentu, ale w 2008 odnotowano jego pojawienie się w południowych Niemczech, a w 2010 w północno-wschodnich Czechach (49°55'N).
Rozprzestrzenianie się tego gatunku przyspieszył również handel, zwłaszcza gdy gatunek został wyhodowany w celu wykorzystania jego larw w kompostowaniu, odkażaniu odpadów i jako pożywienie dla zwierząt, na przykład jako przynęta dla ryb lub karma dla zwierząt gospodarskich i domowych.

## Charakterystyka
Muchówki z tego gatunku osiągają 12–20 mm długości ciała i 8–14,8 mm rozpiętości skrzydeł. Są to muchy duże, smukłe, przeważnie ciemne, o intensywnie brązowych skrzydłach. Charakteryzują się krótkim cyklem życia od 40 do 45 dni.
H. illucens jest bardzo elastycznym i eurytermicznym saprofagiem. Jej larwy wydostają się z jaja po około 4 dniach i przechodzą w ciągu kolejnych 14–18 dni przez 5 stadiów larwalnych, stadium przedpoczwarki i poczwarki. Larwy tego owada intensywnie żerują na rozkładających się cząstkach materii organicznej pochodzenia roślinnego i zwierzęcego, w tym zgniłych owoców, warzyw, kukurydzy i innych produktów spożywczych, nagromadzonych resztek roślinności, kompostu, obornika i padliny. Przekształcają je w masę składającą się głównie z białka, tłuszczu i chityny.
Osobniki dorosłe żyją 5–8 dni, podczas których się kojarzą. Samica składa wówczas od 500 do 900 jaj.

## Znaczenie gospodarcze
Produkty powstające w wyniku żerowania larw H. illucens mogą być wykorzystywane na różne sposoby. Wysokiej jakości białko może być stosowane jako pasza, podczas gdy inne związki mogą być wykorzystywane jako surowiec w przemyśle chemicznym. Pozyskuje się z niej mączki paszowe i wyekstrahowane tłuszcze. Frakcję tłuszczową można przekształcać w biopaliwo, a chityna może być przetwarzana na chitozan, który ma szerokie zastosowania, od oczyszczania ścieków po wytwarzanie powłok bioaktywnych. Larwy H. illucens cechują się wysokim poziomem wapnia oraz jako jedyne owady dotąd wykorzystywane w żywieniu zwierząt wykazują korzystny stosunek wapnia do fosforu. 
Badanie mające na celu określenie przydatności larw H. illucens do entomoremediacji wykazało, że podejście to pozwoliło zmniejszyć zanieczyszczoną metalami ciężkimi suchą masę liści kukurydzy ze skutecznością wyższą niż przy kompostowaniu. Obecność metali ciężkich nie miała znaczącego wpływu na efektywność wykorzystania suchej masy, co sugeruje możliwość wykorzystania larw H. illucens jako nowej metody gospodarowania zanieczyszczoną biomasą i odzyskiwania z niej metali. W ciele badanych poczwarek gromadził się głównie kadm, a w ciele imago cynk.
Na świecie H. illucens stosowana była w mieszankach paszowych od lat 70. XX wieku. Suszonymi larwami oraz paszami na bazie owadziej mączki skarmiane są ryby oraz drób. W wielu krajach świata brakuje szczegółowych przepisów prawnych dotyczących stosowania tego owada. Do 2017 roku przepisy Unii Europejskiej nie zezwalały na stosowanie owadów w celach konsumpcji przez człowieka i zabraniały skarmiania zwierząt gospodarskich materiałami paszowymi z owadów. W lipcu 2017 Komisja Europejska zaliczyła H. illucens do gatunków, które spełniają warunki bezpieczeństwa w zakresie produkcji owadów do celów paszowych. W Dzienniku Urzędowym UE ta muchówka została określona nazwą „czarna mucha”.

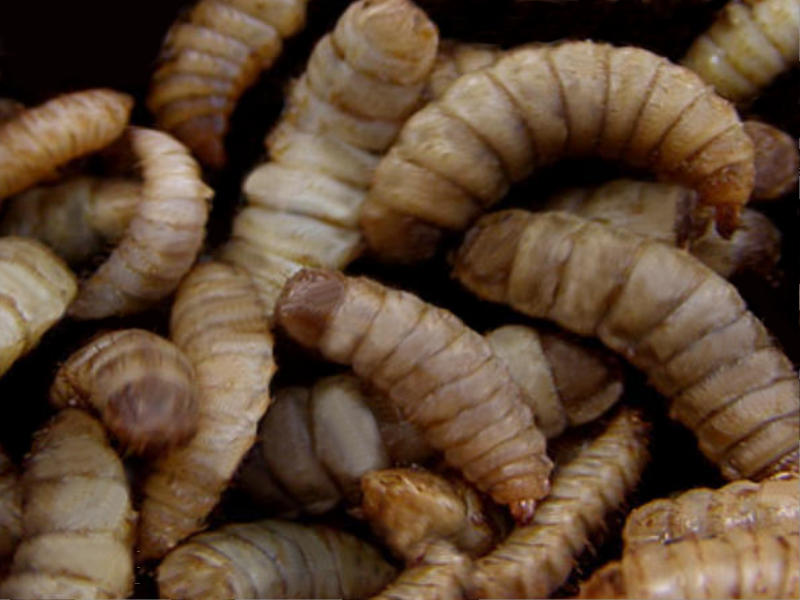
Larwy
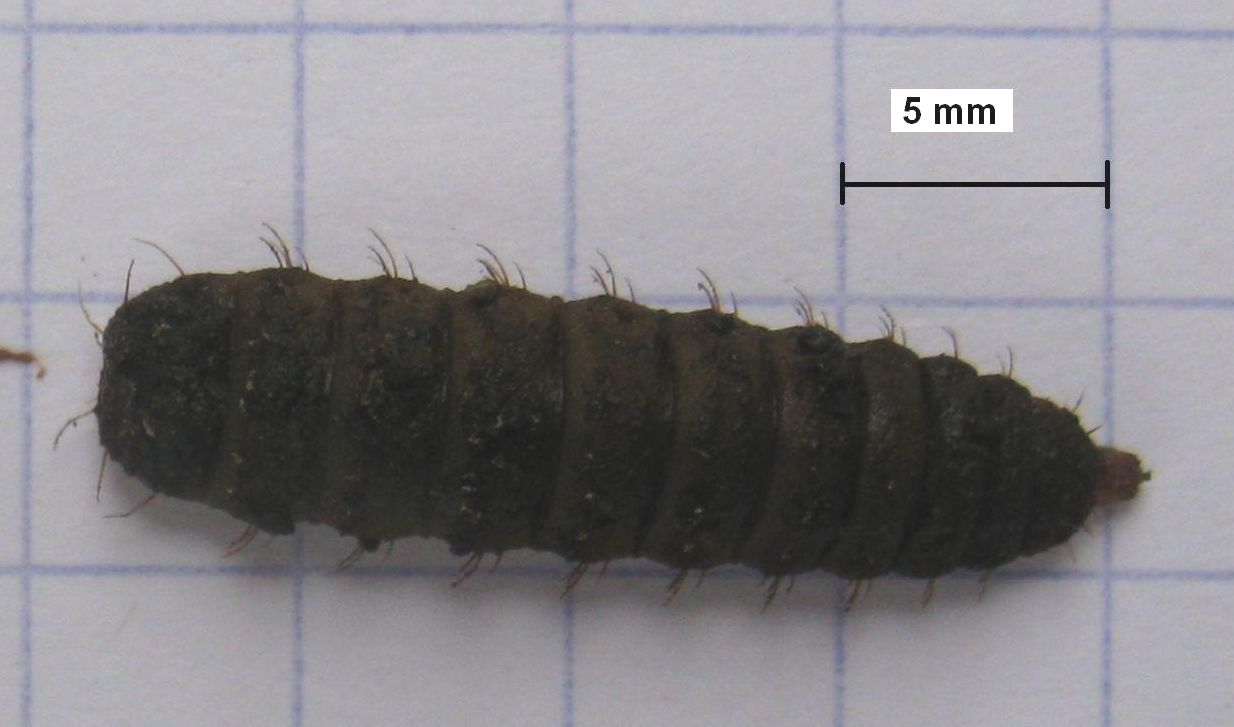
Szóste stadium larwalne
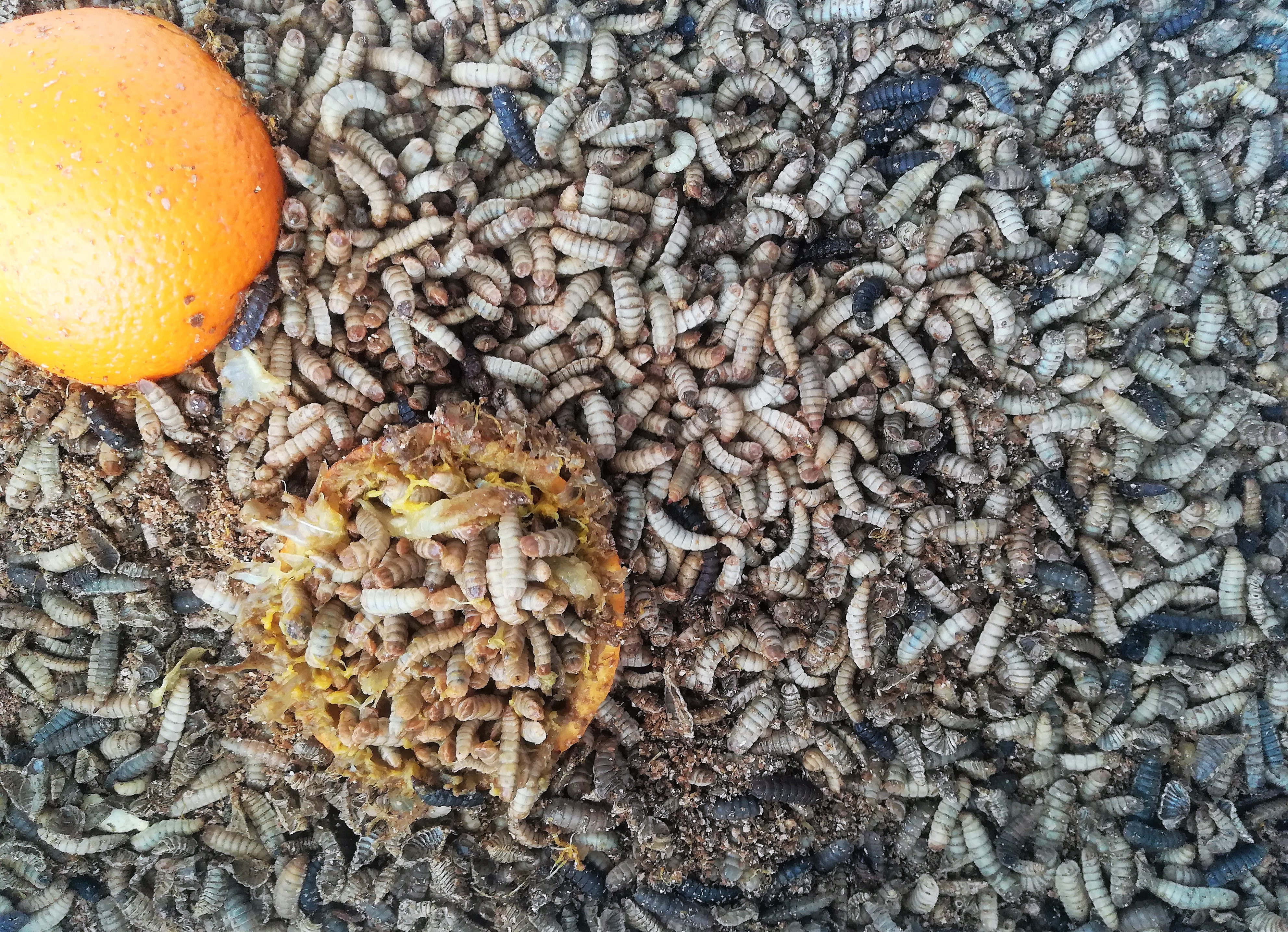
Larwy H. illucens w Biocentrum, Poznań
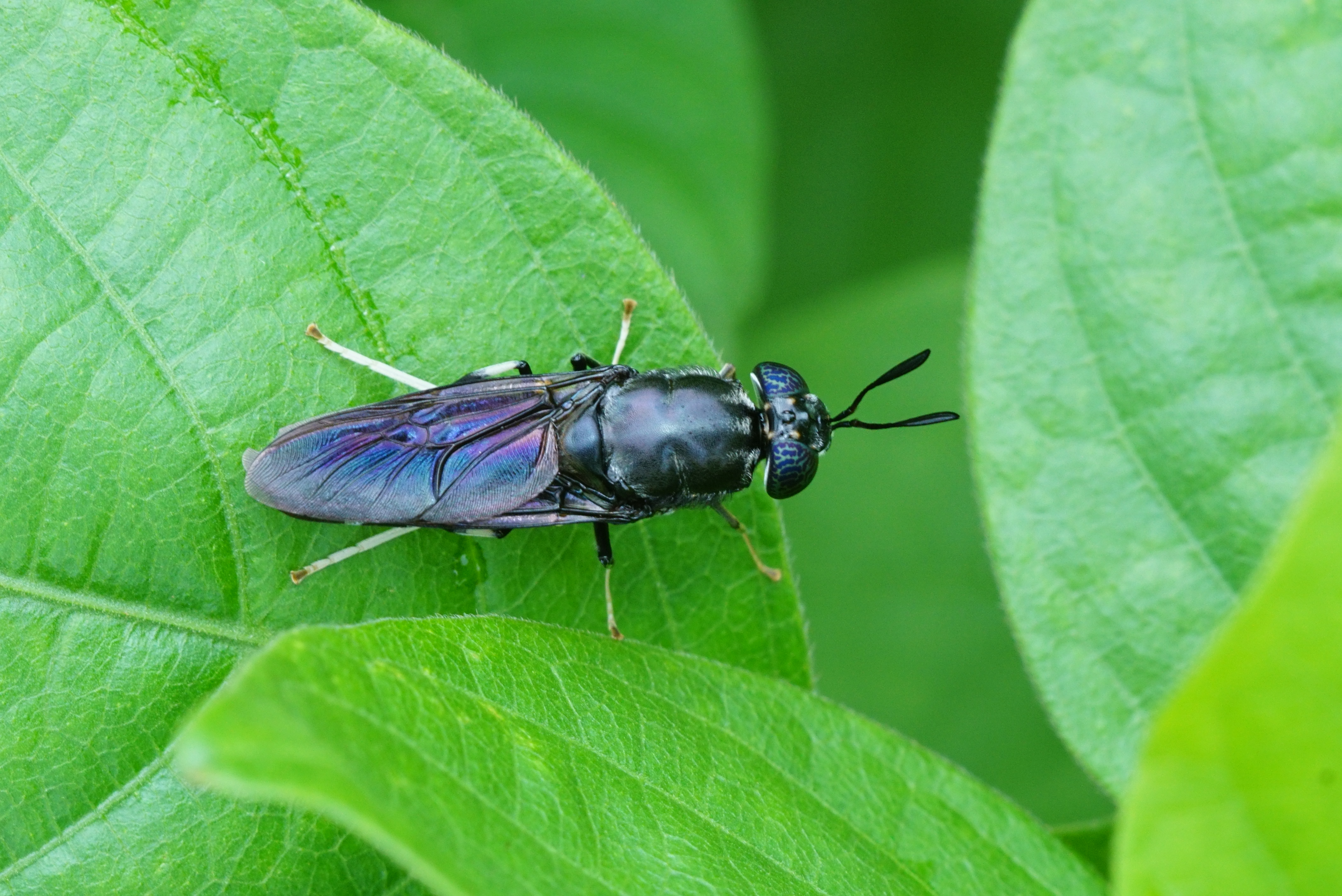
Osobnik dorosły